# Municipio de Stewartsville
El municipio de Stewartsville (en inglés: Stewartsville Township) es un municipio ubicado en el  condado de Scotland en el estado estadounidense de Carolina del Norte. En el año 2010 tenía una población de 20.184 habitantes.

## Geografía
El municipio de Stewartsville se encuentra ubicado en las coordenadas 34°45′32.58″N 79°27′34.17″O / 34.7590500, -79.4594917.